# 15. Oscar-gála
A 15. Oscar-gálát, az Amerikai Filmakadémia díjátadóját 1943. március 4-én tartották meg. Jeanette MacDonald filmmusical-sztár énekelte az amerikai himnuszt, miközben Tyrone Power és Alan Ladd tengerészgyalogosnak öltözve egy lobogóval lépett a színpadra, a zászlóra 27 677 hollywoodi frontszolgálatos nevét hímezték. Ez volt a legzsúfoltabb ünnepi vacsora az Oscar történetében. Greer Garson csaknem hat percig köszönte meg a legjobb női főszereplő díjat; feltehetően miatta vezették be az időlimitet a köszönőbeszédek hosszát illetően. Irving Berlin komponista saját dalának díját jelentette be, amikor a Fehér karácsony címet húzta ki a borítékból.

## Kategóriák és jelöltek
Nyertesek félkövérrel jelölve

### Legjobb film
- Mrs. Miniver – Metro-Goldwyn-Mayer – Sidney Franklin
  - Az Ambersonok tündöklése és bukása (The Magnificent Ambersons)[* 1] – Mercury, RKO Pictures Radio – Orson Welles
  - A csintalan úriember (The Talk of the Town) – Columbia – George Stevens
  - Királyi sor (Kings Row) – Warner Bros. – Hal B. Wallis
  - Megtalált évek (Random Harvest) – Metro-Goldwyn-Mayer – Sidney Franklin
  - A negyvenkilences szélességi fok/A 49. szélességi fok[7] (49th Parallel) – Ortus, Columbia (British) – Michael Powell
  - The Pied Piper – 20th Century-Fox – Nunnally Johnson
  - A Yankee-k dicsősége (The Pride of the Yankees) – Goldwyn, RKO Pictures Radio – Samuel Goldwyn
  - Wake Island – Paramount – Joseph Sistrom
  - Yankee Doodle Dandy – Warner Bros. – Jack Warner, Hal B. Wallis, William Cagney

### Legjobb színész
- James Cagney – Yankee Doodle Dandy
  - Ronald Colman      – Megtalált évek (Random Harvest)
  - Gary Cooper        – A Yankee-k dicsősége (The Pride of the Yankees)
  - Walter Pidgeon     – Mrs. Miniver
  - Monty Woolley      – The Pied Piper

### Legjobb színésznő
- Greer Garson – Mrs. Miniver
  - Bette Davis      – Utazás a múltból (Now, Voyager)
  - Katharine Hepburn        – Az év asszonya (Woman of the Year)
  - Rosalind Russell     – My Sister Eileen
  - Teresa Wright      – A Yankee-k dicsősége (The Pride of the Yankees)

### Legjobb férfi mellékszereplő
- Van Heflin –  Johnny Eager
  - William Bendix – Wake Island
  - Walter Huston – Yankee Doodle Dandy
  - Frank Morgan – Kedves csirkefogók (Tortilla Flat)
  - Henry Travers –Mrs. Miniver

### Legjobb női mellékszereplő
- Teresa Wright – Mrs. Miniver
  - Gladys Cooper – Utazás a múltból (Now, Voyager)
  - Agnes Moorehead – Az Ambersonok tündöklése és bukása (The Magnificent Ambersons)
  - Susan Peters – Megtalált évek (Random Harvest)
  - May Whitty – Mrs. Miniver

### Legjobb rendező
- William Wyler – Mrs. Miniver
  - Kertész Mihály – Yankee Doodle Dandy
  - John Farrow – Wake Island
  - Mervyn LeRoy – Megtalált évek (Random Harvest)
  - Sam Wood – Királyi sor (Kings Row)

### Legjobb eredeti történet
- A negyvenkilences szélességi fok/A 49. szélességi fok – Pressburger Imre (mint Emeric Pressburger)
  - Egész évben farsang (Holiday Inn) – Irving Berlin
  - A Yankee-k dicsősége (The Pride of the Yankees) – Paul Gallico
  - A csintalan úriember (The Talk of the Town) – Sidney Harmon
  - Yankee Doodle Dandy[* 2] – Robert Buckner

### Legjobb eredeti forgatókönyv
- Az év asszonya (Woman of the Year) – Michael Kanin, Ring Lardner Jr
  - One of Our Aircraft Is Missing – Micheal Powell, Emeric Pressburger
  - Road to Morocco[* 3] – Frank Butler, Don Hartman
  - Wake Island – W. R. Burnett, Frank Butler
  - The War Against Mrs. Hadley – George Oppenheimer

### Legjobb adaptált forgatókönyv
- Mrs. Miniver – George Froeschel, James Hilton, Claudine West, Arthur Wimperis forgatókönyve Jan Struther regénye alapján
  - A negyvenkilences szélességi fok/A 49. szélességi fok (49th Parallel) – Rodney Ackland, Emeric Pressburger forgatókönyve Emeric Pressburger elbeszélése alapján
  - A Yankee-k dicsősége (The Pride of the Yankees) – Herman J. Mankiewicz, Jo Swerling forgatókönyve Paul Gallico elbeszélése alapján
  - Megtalált évek (Random Harvest) – George Froeschel, Claudine West, Arthur Wimperis forgatókönyve James Hilton regénye alapján
  - A csintalan úriember (The Talk of the Town) – Sidney Buchman, Irwin Shaw forgatókönyve Sidney Harmon elbeszélése alapján

### Legjobb operatőr
- Joseph Ruttenberg -  Mrs. Miniver (ff)
  - Királyi sor (Kings Row) – James Wong Howe
  - Az Ambersonok tündöklése és bukása (The Magnificent Ambersons) – Stanley Cortez
  - A szerelem kikötője (Moontide) – Charles G. Clarke
  - The Pied Piper – Edward Cronjager
  - A Yankee-k dicsősége (The Pride of the Yankees) – Rudolph Maté
  - Take a Letter, Darling – John J. Mescall
  - A csintalan úriember (The Talk of the Town) – Ted Tetzlaff
  - Ten Gentlemen from West Point – Leon Shamroy
  - This Above All – Arthur C. Miller

- Leon Shamroy - A fekete hattyú (The Black Swan) (színes)
  - Arabian Nights – Milton Krasner, William V. Skall és W. Howard Greene
  - Captains of the Clouds – Sol Polito
  - A dzsungel könyve (Rudyard Kipling’s Jungle Book) – W. Howard Greene
  - Arat a vihar (Reap the Wild Wind) – Victor Milner és William V. Skall
  - To the Shores of Tripoli – Edward Cronjager és William V. Skall

### Látványtervezés
Fekete-fehér filmek
- Richard Day, Joseph Wright, Thomas Little – This Above All
  - Max Parker, Mark-Lee Kirk, Casey Roberts – George Washington Slept Here
  - Albert S. D'Agostino, Al Fields, Darrell Silvera – Az Ambersonok tündöklése és bukása (The Magnificent Ambersons)
  - Perry Ferguson, Howard Bristol – A Yankee-k dicsősége (The Pride of the Yankees)
  - Cedric Gibbons, Randall Duell, Edwin B. Willis, Jack Moore – Megtalált évek (Random Harvest)
  - Boris Leven – Bosszú Shanghajban (The Shanghai Gesture)
  - Ralph Berger, Emile Kuri – Silver Queen
  - John B. Goodman, Jack Otterson, Russell A. Gausman, Edward Ray Robinson – Fosztogatók (The Spoilers)
  - Hans Dreier, Roland Anderson, Samuel M. Comer – Take a Letter, Darling
  - Lionel Banks, Rudolph Sternad, Fay Babcock – A csintalan úriember (The Talk of the Town)

Színes filmek
- Richard Day, Joseph Wright, Thomas Little – My Gal Sal
  - Alexander Golitzen, Jack Otterson, Russell A. Gausman, Ira S. Webb – Arabian Nights
  - Ted Smith, Casey Roberts – Captains of the Clouds
  - Vincent Korda, Julia Heron – A dzsungel könyve (Rudyard Kipling’s Jungle Book)
  - Hans Dreier, Roland Anderson, George Sawley – Arat a vihar (Reap the Wild Wind)

### Legjobb vágás
- A Yankee-k dicsősége (The Pride of the Yankees) – Daniel Mandell
  - Mrs. Miniver – Harold F. Kress
  - A csintalan úriember (The Talk of the Town) – Otto Meyer
  - This Above All – Walter Thompson
  - Yankee Doodle Dandy – George Amy

### Legjobb vizuális effektus
- Arat a vihar (Reap the Wild Wind) – Farciot Edouart, Gordon Jennings és William L. Pereira
  - A fekete hattyú (The Black Swan) – Fred Sersen
  - Desperate Journey – Byron Haskin
  - Flying Tigers – Howard Lydecker
  - Invisible Agent – John P. Fulton
  - A dzsungel könyve (Rudyard Kipling’s Jungle Book) – Lawrence Butler
  - Mrs. Miniver – A. Arnold Gillespie és Warren Newcombe
  - A flotta győz (The Navy Comes Through) – Vernon L. Walker
  - One of Our Aircraft is Missing – Ronald Neame
  - A Yankee-k dicsősége (The Pride of the Yankees) – Jack Cosgrove és Ray Binger

### Legjobb animációs rövidfilm
- Der Fuehrer's Face  – Walt Disney
- All Out for V – 20th Century Fox
- Blitz Wolf  – Metro-Goldwyn-Mayer
- Juke Box Jamboree – Walter Lantz
- Pigs in a Polka  – Leon Schlesinger
- Tulips Shall Grow – George Pal

### Legjobb eredeti filmzene

#### Filmzene drámai filmben vagy vígjátékban
- Utazás a múltból (Now, Voyager) – Max Steiner
  - Arabian Nights – Frank Skinner
  - Bambi – Frank Churchill (posthumous nomination) and Edward H. Plumb
  - A fekete hattyú (The Black Swan) – Alfred Newman
  - Korzikai testvérek (The Corsican Brothers) – Dimitri Tiomkin
  - Flying Tigers – Victor Young
  - Aranyláz (The Gold Rush) – Max Terr
  - Boszorkányt vettem feleségül (I Married a Witch) – Roy Webb
  - Joan of Paris – Roy Webb
  - A dzsungel könyve (Rudyard Kipling’s Jungle Book) – Rózsa Miklós
  - Klondike Fury – Edward J. Kay
  - A Yankee-k dicsősége (The Pride of the Yankees) – Leigh Harline
  - Megtalált évek (Random Harvest) – Herbert Stothart
  - Bosszú Shanghajban (The Shanghai Gesture) – Richard Hageman
  - Silver Queen – Victor Young
  - Take a Letter, Darling – Victor Young
  - A csintalan úriember (The Talk of the Town) – Frederick Hollander and Morris Stoloff
  - Lenni vagy nem lenni (To Be or Not to Be) – Werner R. Heymann

#### Filmzene musicalfimben
- Yankee Doodle Dandy – Ray Heindorf és Heinz Roemheld
  - Flying with Music – Edward Ward
  - For Me and My Gal – Roger Edens és Georgie Stoll
  - Egész évben farsang (Holiday Inn) – Robert E. Dolan
  - It Started with Eve – Charles Previn és Hans J. Salter
  - Johnny Doughboy – Walter Scharf
  - My Gal Sal - Alfred Newman
  - Ismeretlen imádó (You Were Never Lovelier) – Leigh Harline

## Statisztika

### Egynél több jelöléssel bíró filmek
- 12 : Mrs. Miniver
- 11 : A Yankee-k dicsősége (The Pride of the Yankees)
- 8 : Yankee Doodle Dandy
- 7 : Megtalált évek (Random Harvest), A csintalan úriember (The Talk of the Town)
- 4 : Arabian Nights, A dzsungel könyve (Jungle Book), Az Ambersonok tündöklése és bukása (The Magnificent Ambersons), This Above All, Wake Island
- 3 : Bambi, A fekete hattyú (The Black Swan), Flying Tigers, Egész évben farsang (Holiday Inn), The Invaders, Királyi sor (Kings Row), Utazás a múltból (Now, Voyager), The Pied Piper, Arat a vihar (Reap the Wild Wind), Take a Letter, Darling, Ismeretlen imádó (You Were Never Lovelier)
- 2 : Captains of the Clouds, Flying With Music, Aranyláz (The Gold Rush), My Gal Sal, One of Our Aircraft Is Missing, Road to Morocco, Bosszú Shanghajban (The Shanghai Gesture), Silver Queen, Az év asszonya (Woman of the Year)

### Egynél több díjjal bíró filmek
- 6 : Mrs. Miniver
- 3 : Yankee Doodle Dandy